# Nozomi Jamagoová
Nozomi Jamagoová (japonsky 山郷 のぞみ, * 16. ledna 1975 Saitama) je bývalá japonská fotbalistka.

## Reprezentační kariéra
Za japonskou reprezentaci v letech 1997 až 2011 odehrála 96 reprezentačních utkání. Byla členkou japonské reprezentace i na Mistrovství světa ve fotbale žen 1999, 2003, 2007, 2011 a Letních olympijských hrách 2004.

## Statistiky
| Japonsko | Japonsko | Japonsko |
| Roky     | Záp.     | Góly     |
| -------- | -------- | -------- |
| 1997     | 6        | 0        |
| 1998     | 8        | 0        |
| 1999     | 10       | 0        |
| 2000     | 4        | 0        |
| 2001     | 10       | 0        |
| 2002     | 8        | 0        |
| 2003     | 15       | 0        |
| 2004     | 10       | 0        |
| 2005     | 5        | 0        |
| 2006     | 4        | 0        |
| 2007     | 3        | 0        |
| 2008     | 3        | 0        |
| 2009     | 2        | 0        |
| 2010     | 7        | 0        |
| 2011     | 1        | 0        |
| Celkem   | 96       | 0        |

## Úspěchy

### Reprezentační
- Mistrovství světa:  2011
- Mistrovství Asie:  2001;  1997, 2008, 2010